# Princípio do poluidor pagador
O Princípio do poluidor pagador é, em Economia do ambiente, um conceito onde se imputa a responsabilidade do poluidor em arcar com os custos resultantes da poluição.
O princípio do poluidor pagador pode ser entendido, numa visão simplista, como a incumbência que possui o poluidor de arcar com os custos necessários para a reparação do dano ambiental. Em uma análise mais abrangente, pode-se afirmar que este, é um dos mecanismos punitivos do direito ambiental que garante a preservação do meio ambiente.
O poluidor deve indenizar os danos a que deu causa, retornando o meio ao seu estado anterior e, em casos até mais severos de degradação a depender das consequências nocivas à saúde e à qualidade de vida humana, ao seu estado natural. 
Esse princípio visa proteger o meio ambiente para que haja qualidade de vida e bem-estar social da população, para o equilíbrio da vida das presente e futuras gerações. 
A Constituição Federal em seu artigo 225, §3º, dispõe sobre o citado princípio, o qual orienta todo o sistema de responsabilidade ambiental na legislação brasileira.
Art. 225, §3, CF. “As condutas e atividades consideradas lesivas ao meio ambiente sujeitarão os infratores, pessoas físicas ou jurídicas, a sanções penais e administrativas, independentemente da obrigação de reparar os danos causados.”
A legislação infraconstitucional também regula esse princípio por meio da Lei 6.938/81, que dispõe sobre a Política Nacional do Meio Ambiente (PNMA), em seu artigo 4º, VII, veja-se:
“Art 4º, da Lei n. 6.938/1981 - A Política Nacional do Meio Ambiente visará:
...
VII - à imposição, ao poluidor e ao predador, da obrigação de recuperar e/ou indenizar os danos causados e, ao usuário, da contribuição pela   utilização de recursos ambientais com fins econômicos.”
Nesse sentido, fica evidente por meio das normas acima expostas a preocupação Estatal em proteger o meio ambiente. Cabe ao empreendedor a obrigação de internalizar as externalidades negativas, ou seja, diante de dano ambiental que possa decorrer de uma atividade empresarial, é obrigação do empreendedor incluir medidas de prevenção e precaução em seu plano de negócios para que não sejam causados prejuízos.

Sendo assim, resta patente pelo princípio do poluidor pagador que aquele que der causa a degradação ambiental, o poluindo, será responsabilizado pelos atos praticados, pela norma civil, penal e administrativa. 